# Witchking (album)
Witchking - jest to pierwsza płyta długogrająca zespołu heavymetalowego Witchking. Album został wydany w roku 2007 przez Aural Offerings Records.

## Lista utworów
1. "Forging the Legend" - 0:47
2. "Awakened" - 4:06
3. "High Stake" - 5:16
4. "Drums of Moria" - 1:22
5. "Flame of Udun" - 5:30
6. "Betrayer" - 4:04
7. "Under Siege" - 6:50
8. "Death and Glory" - 5:09
9. "Witchking" - 4:29
10. "The Return" - 4:01
11. "And the Bearer Goes" - 4:23
12. "Treachery" - 0:37
13. "The Will of the Ring" - 4:22
14. "Downfall" - 1:33

## Muzycy

### Witchking
- Tomasz Twardowski - wokal
- Mateusz Gajdzik - gitara
- Tomasz Pater - gitara
- Andrzej Sadowski - gitara basowa
- Marcin Jungiewicz - perkusja

### Udział gościnny
- Sebastian Pańczyk - wokal
- Jacek Melnicki - instrumenty klawiszowe